# 大阪市立東成図書館
大阪市立東成図書館（おおさかしりつひがしなりとしょかん）は、大阪府大阪市にある公立の図書館。大阪市立図書館のうち東成区にある地域図書館（分館）。

## 施設概要
- 開館：1976年（昭和51年）6月1日（2011年1月移転開館）
- 延床面積：1,480平方メートル
- 閲覧室：786平方メートル

## 沿革

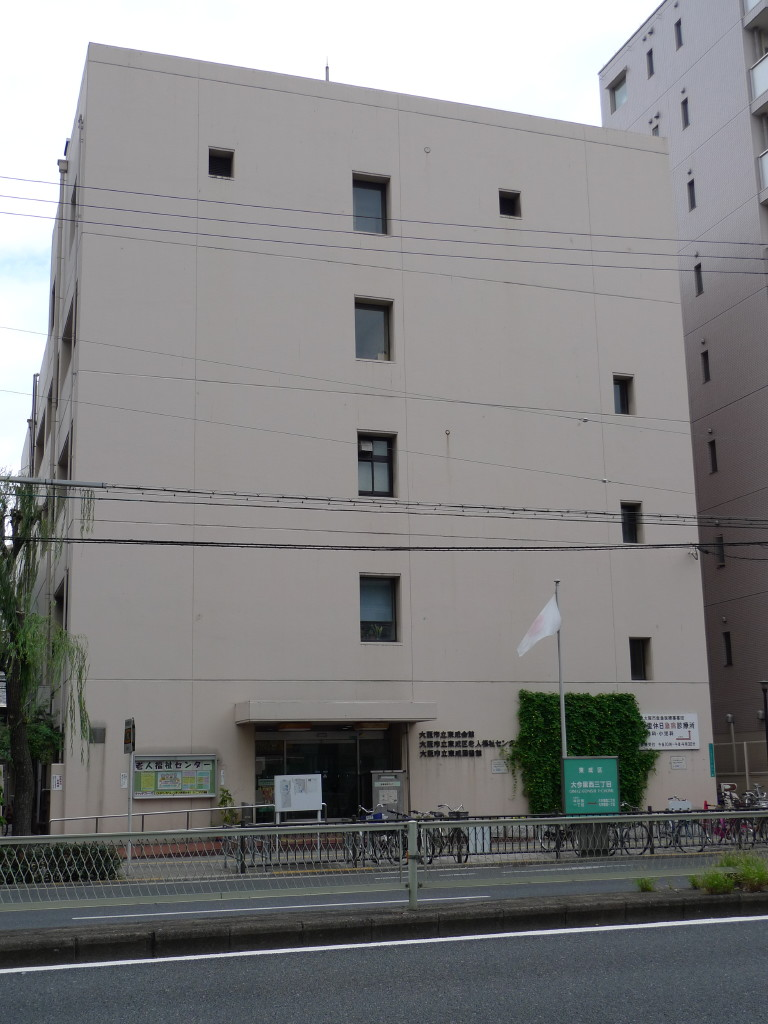
大阪市立東成図書館（旧館）2010年9月

1976年6月1日に東成区大今里西三丁目6番6号（東成会館4階）に開館した。2011年1月4日、大阪市営バス東成車庫に建設された東成区民センター8階に移転開館している。移転の際、延床面積および閲覧室面積は旧館と比較して約2.2倍に広げられている。

## 開館時間
- 火曜日 - 金曜日：10時 - 19時
- 土曜日、日曜日、11月3日：10時 - 17時

## 休館日
- 月曜日
- 国民の祝日と国民の休日（11月3日「文化の日」は開館）
- 年末年始
- 毎月末日
- 蔵書点検期間

## 所蔵
- 図書：92,284冊[1]
- 雑誌：144タイトル
- 新聞：16紙
- DVD：517枚
- ビデオ：726本

（2019年3月31日現在）

## 貸出
- 1人15冊まで（うち、CD・DVD・カセットは5点まで）15日間[2]

## アクセス
- Osaka Metro千日前線・今里筋線 今里駅 南へ約100m
- 近鉄大阪線 今里駅 北西へ約900m